# Махнюк Валентина Михайлівна
Махнюк Валентина Михайлівна (2 травня 1967, Клембівка, Вінницька область) — українська науковиця, лікар-гігієніст, доктор медичних наук.

## Із життєпису
У 1991 році закінчила Дніпропетровський медичний інститут, у 2005 році — Академію державного управління при Президентові України. У 1992—2000 роках працювала завідувачкою відділення гігієни дітей та підлітків Вінницької обласної санепідемстанції, у 2000—2003 роках — головним спеціалістом та заступником начальника Головного санітарно-епідеміологічного управління Міністерства охорони здоров'я України, у 2003—2005 роках — начальником відділу впровадження санітарних заходів Департаменту державного санітарно-епідеміологічного нагляду МОЗ України, від 2005 року — в Інституті громадського здоров'я НАМН України, водночас від 2009 року викладає у Національній медичній академії післядипломної освіти.
Наукові дослідження: гігієна планування та забудови населених місць, охорона навколишнього середовища, громадського здоров'я.

## Основні праці
- Сучасні проблеми гігієни планування та забудови населених місць (нормативно-правове регулювання). Київ, 2014 (співавт.);
- Научные подходы к усовершенствованию нормативно-правовой базы в сфере гигиены планировки и застройки населенных мест в Украине // Гігієна насел. місць. Київ, 2015. Вип. 65;
- Наукове обґрунтування методики гігієнічної оцінки планувальних рішень генпланів міст з різною містоутворюючою базою // Зб. наук. пр. співроб. Нац. мед. академії післядиплом. освіти. Київ, 2015. Вип. 24, кн. 3;
- Гігієнічні показники інсоляції та природного освітлення як визначальні критерії планувальної організації території житлових комплексів // Довкілля та здоров'я. 2015. Вип. 3(74) (співавт.).